# گناهان (فیلم)
گناهان (انگلیسی: Sins) یک فیلم بالیوودی است که در سال ۲۰۰۵ منتشر شد.